# Mikhail Zamotin
Mikhail Zamotin (em russo:  Михаил Андреевич Замотин, São Petersburgo, 14 de novembro de 1937) é um ex-canoísta russo especialista em provas de velocidade.

## Carreira
Foi vencedor da medalha de bronze em C-2 1000 m em Cidade do México 1968, junto com o seu colega de equipa Naum Prokupets.